# Santhomea scabra
Santhomea scabra – gatunek kosarza z podrzędu Laniatores i rodziny Assamiidae. Jedyny znany przedstawiciel monotypowego rodzaju Santhomea.

## Występowanie
Gatunek jest endemiczny dla Wyspy Świętego Tomasza u wybrzeży Afryki